# August Leu
Pour les articles homonymes, voir Leu.
August Wilhelm Leu (né le 24 mars 1818 à Münster, mort le 20 juillet 1897 à Seelisberg) est un peintre prussien.

## Biographie

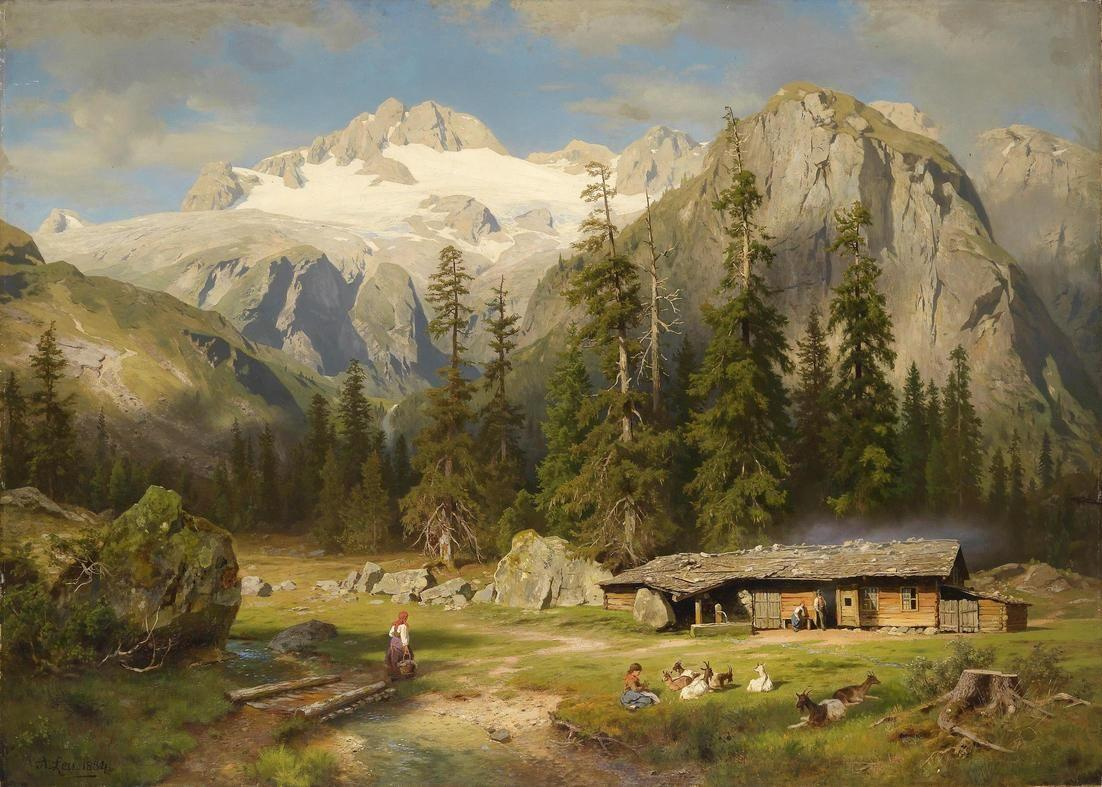
Un alpage, 1884

Leu étudie à l'académie des beaux-arts de Düsseldorf de 1840 à 1845 notamment auprès de Johann Wilhelm Schirmer et voyage de 1843 à 1847 en Norvège, plus tard en Suisse, dans le Tyrol, en Haute-Bavière, dans la Styrie et en Italie. Il vit un temps à Bruxelles puis revient à Düsseldorf. En 1882, il s'installe à Berlin.

## Honneur
August Leu est :
- Chevalier de l'ordre de Léopold (Belgique, 1851)[1].